# Metalectra diffusa
Metalectra diffusa là một loài bướm đêm trong họ Erebidae.